# Gobiodon atrangulatus
Gobiodon atrangulatus är en fiskart som beskrevs av Garman, 1903. Gobiodon atrangulatus ingår i släktet Gobiodon och familjen smörbultsfiskar. Inga underarter finns listade i Catalogue of Life.